# Baudricourt
Baudricourt é uma comuna francesa na região administrativa do Grande Leste, no departamento de Vosges. Estende-se por uma área de 3.48 km², e possui 327 habitantes, segundo o censo de 2018, com uma densidade de 94 hab/km².